# Krylovina
Krylovina is een monotypisch geslacht van tweekleppigen uit de  familie van de Cuspidariidae.

## Soorten
- Krylovina lynnae Valentich-Scott & Coan, 2012